# 具同駅
具同駅（ぐどうえき）は、高知県四万十市具同にある、土佐くろしお鉄道（TKT）宿毛線の駅である。駅番号はTK41。

## 歴史
- 1997年（平成9年）10月1日：土佐くろしお鉄道宿毛線開通時に開設[1][2]。

## 駅構造

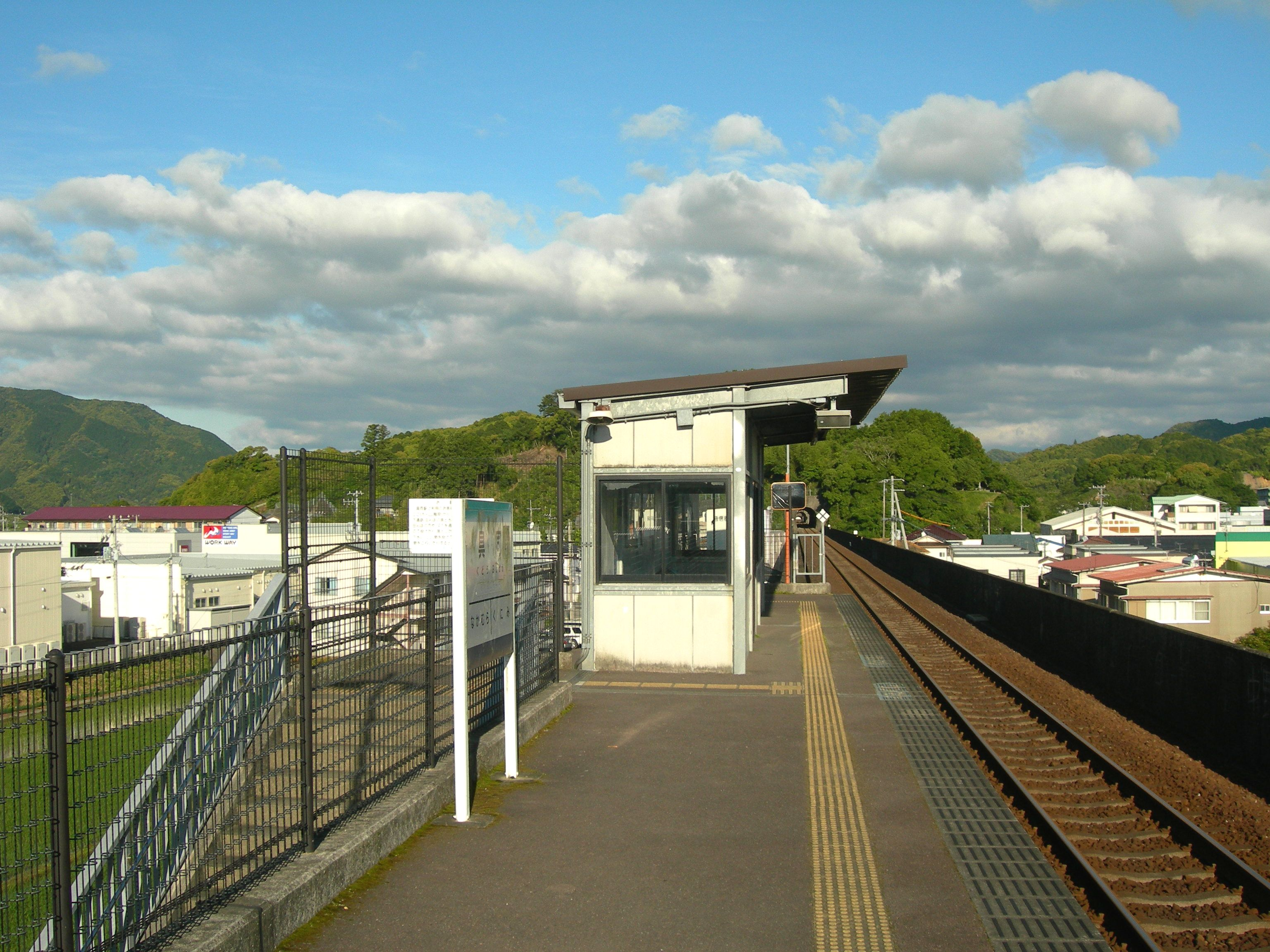
ホーム

単式ホーム1面1線を有する高架駅。階段で地上と連絡している。
無人駅。駅舎は無いが、ホーム上に待合所が設置されている。

## 利用状況
近年の1日平均乗降人員の推移は以下の通り。
| 乗降人員推移 | 乗降人員推移 |
| 年度         | 1日平均人数  |
| ------------ | ------------ |
| 2011年       | 91           |
| 2012年       | 86           |
| 2013年       | 82           |
| 2014年       | 79           |
| 2015年       | 106          |
| 2016年       | 99           |
| 2017年       | 80           |
| 2018年       | 80           |

## 駅周辺
- 四万十市立具同小学校
- 赤松団地
- 四万十トンボ自然公園
- 中筋川
- 国道56号
- ヤマダ電機高知中村店
- 四万十ショッピングガーデン：2005年開設の複合店舗集合体。ユニクロ、西松屋等が出店している。
- フジグラン四万十
- マルナカ 四万十店
- 幡多信用金庫具同支店

## 隣の駅
土佐くろしお鉄道
■宿毛線
中村駅 (TK40) - 具同駅 (TK41) - 国見駅 (TK42)